# Mickey Shaughnessy
Joseph C. Shaughnessy, cunoscut ca actor ca Mickey Shaughnessy, (n. 5 august 1920, New York City, New York, SUA – d. 23 iulie 1985, Cape May Court House⁠(d), Comitatul Cape May, New Jersey, SUA) a fost un actor de film și de televiziune american. A fost și boxer amator (Golden Gloves).

## Filmografie

### Filme
- 1944 The Princess and the Pirate : Man who brings the beers (nemenționat)
- 1952 The Marrying Kind : Pat Bundy
- 1953 Ultimii comanși (Last of the Comanches), regia André de Toth : Rusty Potter
- 1953 De aici în eternitate (From Here to Eternity), regia Fred Zinnemann : Sgt. Leva
- 1955 Conquest of Space – Sgt. Mahoney
- Designing Woman (1957) – Maxie Stultz
- The Burglar (1957) – Dohmer
- Slaughter on Tenth Avenue (1957) – Solly Pitts
- Until They Sail (1957) – US Marine, Store Customer
- Jailhouse Rock (1957) : Hunk Houghton
- Don't Go Near the Water (1957) : Farragut Jones
- 1958 Valea prafului de pușcă (The Sheepman), regia George Marshall : Jumbo McCall
- Gunman's Walk (1958) : Deputy Sheriff Will Motely
- A Nice Little Bank That Should Be Robbed (1958) : Harold 'Rocky' Baker
- The Hangman (1959) – Al Cruse
- Ask Any Girl (1959) – Mr. Eager – Man Smoking Cigarette (nemenționat)
- 1959 A dispărut o navă (Don't Give Up the Ship), regia Norman Taurog – Stan Wychinski
- Edge of Eternity (1959) – Scotty O'Brien
- The Adventures of Huckleberry Finn (1960) – The Duke
- College Confidential (1960) – Sam Grover
- Sex Kittens Go to College (1960) – Boomie
- 1960 În nord, spre Alaska! (North to Alaska), regia Henry Hathaway : Peter Boggs
- Dondi (1961) – Sergeant
- The Big Bankroll (1961) – Jim Kelly
- The McGonicle (1961 TV movie) – Mac McGonicle
- Pocketful of Miracles (1961) – Junior
- How the West Was Won (1962) – Deputy Stover
- Mickey and the Contessa (1963 TV movie) – Mickey Brennan
- A Global Affair (1964) – Police Officer Dugan
- A House Is Not a Home (1964) – Police Sergeant Riordan
- Never a Dull Moment (1968) – Francis
- St. Patrick's Day TV Special (1969)
- Vernon's Volunteers (1969 TV movie)
- The Boatniks (1970) – Charlie
- Touched (1983) – Rolul lui

### Televiziune
- Alcoa Presents: One Step Beyond (1960, episodul "The Clown") – Pippo the Clown
- Maverick (1962, episodul "Mr. Muldoon's Partner") – Mr. Muldoon
- The Virginian (1962, episodul "Big Day, Great Day") – Muldoon (ca - Michael Shaughnessy)
- Going My Way (1963, episodul "The Slasher") – Jim Bancroft
- Laredo (1965, episodul "Pride of the Rangers") – Monahan
- The Legend of Jesse James (1966, episodul "South Wind") – Ab Truxton
- Run for Your Life (1967, episodul "Rendezvous in Tokyo") – Morgan
- The Chicago Teddy Bears (1971, trei episoade) – Lefty